# Sister (пісня S!sters)
«Sister» — пісня німецького дуету S!sters, що представляв Німеччину на Пісенному конкурсі Євробачення 2019 року в Тель-Авіві.

## Зміст
За словами дуету, пісня несе меседж про бажання жінок відкинути свої розбіжності та драми, щоб жити у злагоді. У пісні не йдеться про буквальних сестер; однак у ній йдеться про те, що жінки «принижують своїх сестер», маючи на увазі всіх жінок. Одна з учасниць дуету — Карлотта — в інтерв'ю фан-сайту Євробачення Wiwibloggs сказала, що дует «хоче бути жінками, які допомагатимуть іншим жінкам розвиватися».

## Євробачення
Пісня «Sister» отримала право представляти Німеччину на конкурсі Євробачення після перемоги на національному відборі країни «Unser Lied für Israel».
Німеччина є однією з країн Великої п'ятірки, що автоматично стають фіналістками конкурсу. Відповідно до жеребкування дует S!sters виконав свою пісню «Sister» під 4-м номером у фіналі конкурсу Євробачення 2019. За результатами голосування Німеччина посіла 25 місце, отримавши 24 бали від професійного журі та 0 балів від телеглядачів.